# Totalitarismo invertido
Totalitarismo invertido é um termo cunhado pelo filósofo político Sheldon Wolin para descrever a forma emergente de governo dos Estados Unidos. Wolin acredita que os Estados Unidos estão cada vez mais se transformando em uma democracia não liberal, e ele usa o termo "totalitarismo invertido" para ilustrar as semelhanças e diferenças entre o sistema de governo dos Estados Unidos e de regimes totalitários como a Alemanha nazista e a União Soviética stalinista com ressalvas.